# Xamiatus ilara
Xamiatus ilara är en spindelart som beskrevs av Raven 1982. Xamiatus ilara ingår i släktet Xamiatus och familjen Nemesiidae.
Artens utbredningsområde är Queensland. Inga underarter finns listade i Catalogue of Life.